# オレイルアルコール
オレイルアルコール（Oleyl alcohol）または シス-9-オクタデセン-1-オール(cis-9-octadecen-1-ol)は、第1級アルコールに分類される有機化合物である。

## 製法
オレイルアルコールは、オレイン酸エステルの水素添加によって製造することができる。自然界からは 牛肉の脂肪、魚油、特にオリーブオイル(オレイン酸の名の由来である)より得られる。人工的にはオレイン酸エチル、またはオレイン酸n-ブチルのブーボー・ブラン還元により合成され、Louis Bouveaultにより報告された。その後、改良された合成法が報告されている。

## 用途
非イオン界面活性剤として用いられ、乳化剤、保湿剤および増粘剤として肌クリーム、ローションやその他多くの化粧品を含むシャンプー類、リンスに用いられる。また、薬剤を皮膚や粘膜を通して浸透させるキャリアとしての研究も進んでいる。

## 参照
- オレイン酸 対応する脂肪酸
- Oleylamine 対応するアミン
- オレアミド 対応するアミド